# Feldbrunnenstraße

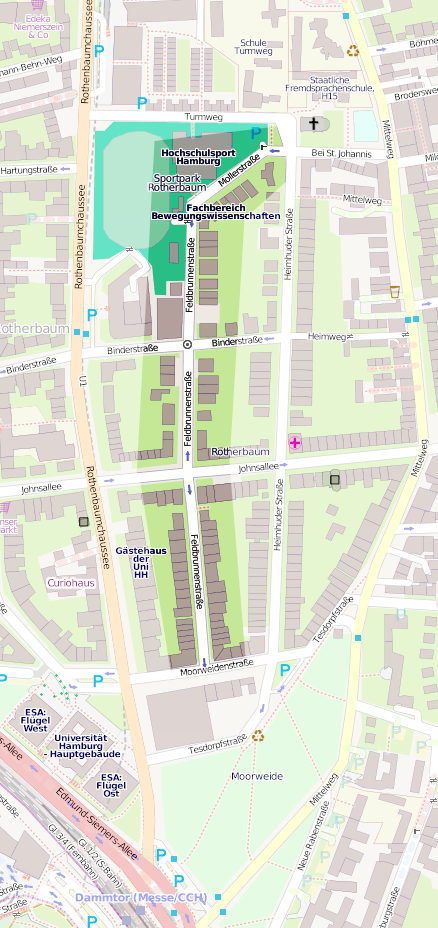
Karte der Feldbrunnenstraße aus OpenStreetMap

Die Feldbrunnenstraße ist eine etwa sechshundert Meter lange Straße im Hamburger Stadtteil Rotherbaum. Sie liegt zwischen Rothenbaumchaussee und Heimhuder Straße und ist im Wesentlichen in Süd-Nord-Richtung ausgerichtet. Sie beginnt an der Moorweidenstraße, wird von Johnsallee und der Binderstraße gekreuzt und geht schließlich in die einhundertzwanzig Meter lange Mollerstraße über, die in einem Winkel auf die Harvestehuder St. Johanniskirche zuläuft.
Das Gebiet wurde nach der Anlage der Johnsallee (1868) bis 1889 von der Stadt als Grundeigentümer verkauft, die dabei den Villencharakter der Gegend festschrieb. Benannt wurde die Straße nach einem hier gelegenen Feldbrunnen, der von 1728 bis 1893 bestand und die Mitglieder einer privaten Brunnengemeinschaft über Holzleitungen mit Frischwasser versorgte.
Im Stadtplan von 1900 endete die Straße noch kurz hinter der Kreuzung Johnsallee vor einem als Velodrom bezeichneten Gebiet. Im nördlichen Bereich liegen heute westlich der Straße die Sportplätze der Universität Hamburg.

## Gebäude
Das Gebiet war ursprünglich für eine gehobene Wohnbebauung vorgesehen, an der Straße überwiegt aktuell eine gewerbliche Nutzung. Siebzehn Häuser stehen unter Denkmalschutz.
Die Bebauung besteht aus meist dreistöckigen Gebäuden, die als Stadtvillen, Stadthäuser oder mehrteilige Ensembles im Stil der Gründerzeit in Werkstein, Sandstein, Klinker oder verputzt ausgeführt sind.
- 3 Jugendstilvilla  1900 von George Radel
- 11-13 – Doppelhausbau 1891 von George Radel
- 19-21 – Reihenvillen 1891, von J.B. Heyn
- 43 – Irisches Honorarkonsulat
- 50–54 – Ensemble, 1906/07 Lundt & Kallmorgen Italienisches Generalkonsulat
- 56 – Haus Behn, jetzt: Haus der ZEIT-Stiftung, 1908, Lundt & Kallmorgen
- 58 – Villa Ballin,  1908/09, Lundt & Kallmorgen, jetzt UNESCO Institute for Lifelong Learning

Repräsentative Villa für Albert Ballin errichtet, mit einer Fassade aus Muschelkalk und Sandstein. Sie steht seit 1982 unter Denkmalschutz.
- 64 - 66; Doppelhaus, 1910, Lundt & Kallmorgen
- 67 Nördlich der Binderstraße wurden auf der Westseite, auf der Rückseite des Völkerkundemuseums die Tennisplätze aufgegeben und 2008 der Yu Garden, ein «Hamburg – Shanghai – Tourismus- und Kulturzentrum Europe»[5] eröffnet. Das 3500 m² große Grundstück wurde von der Stadt für 30 Jahre als Erbbaurecht unentgeltlich überlassen. Die Bebauung erfolgte zu erheblichen Teilen mit Materialien, die aus China importiert wurden.
- 70 – Villa Heilbuth, 1910 Hans und Oskar Gerson , jetzt: Fakultät für Erziehungswissenschaft, Psychologie und. Bewegungswissenschaft der Universität Hamburg
- 72 – Tschechisches Honorarkonsulat

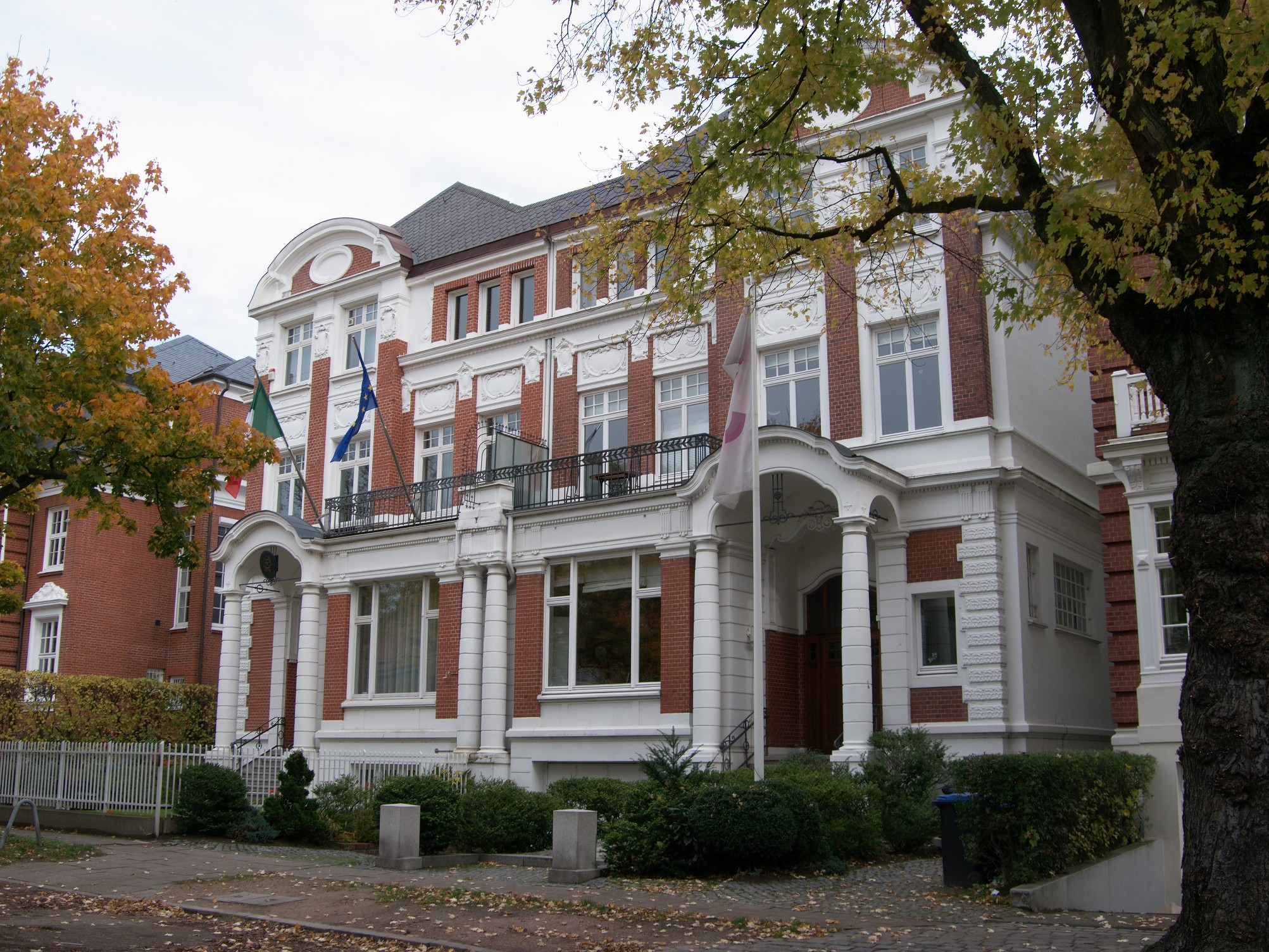
Doppelvilla 52 -54
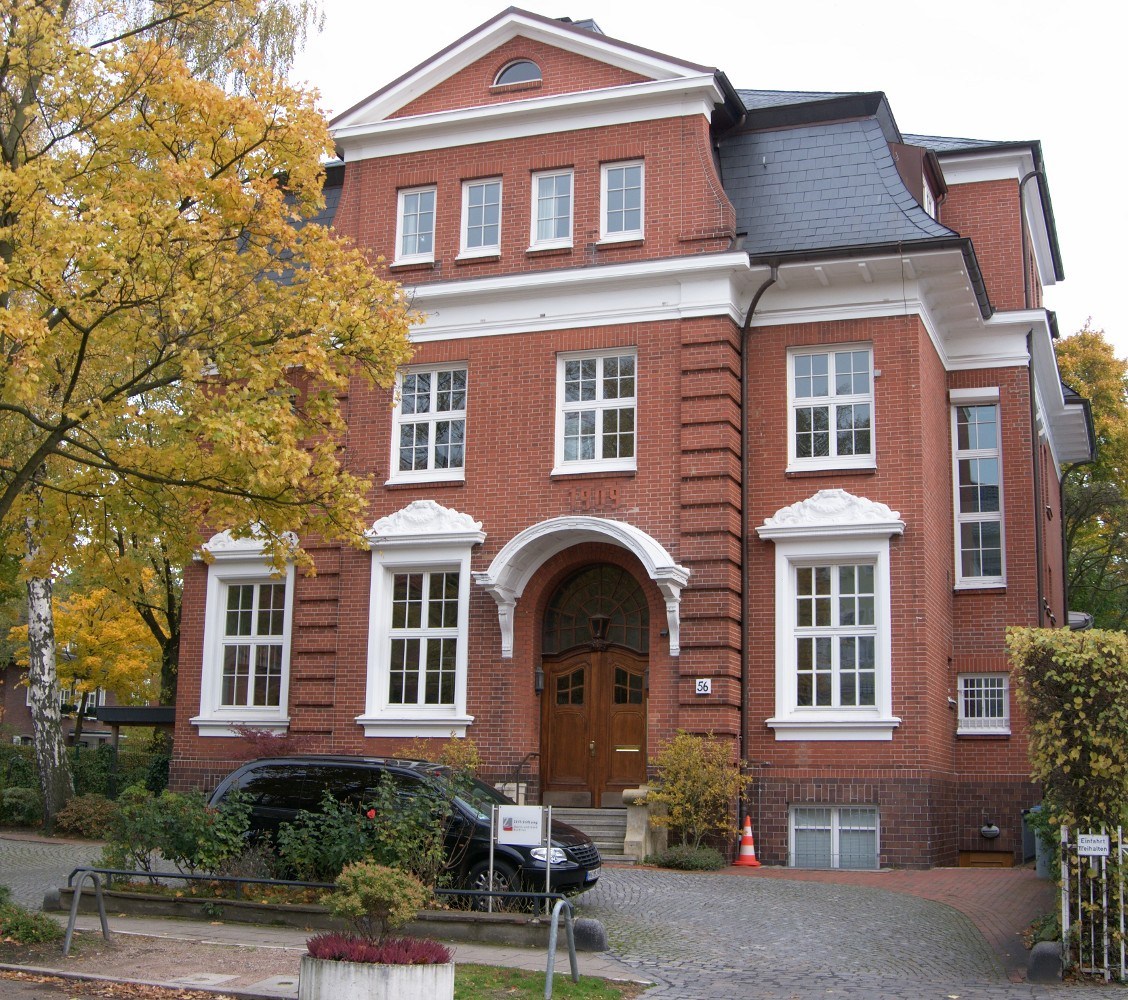
56 Haus Behn
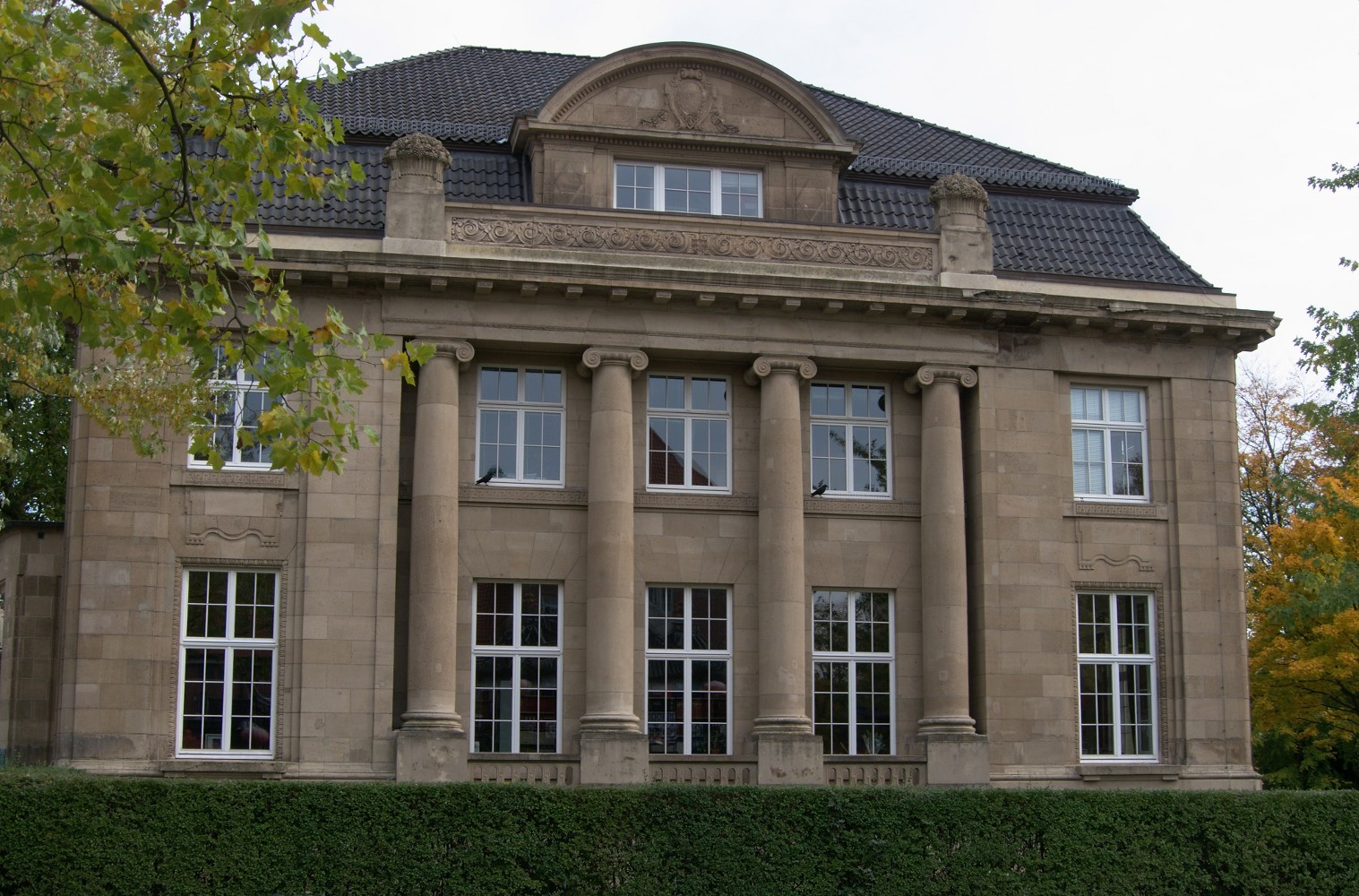
58 Villa Ballin
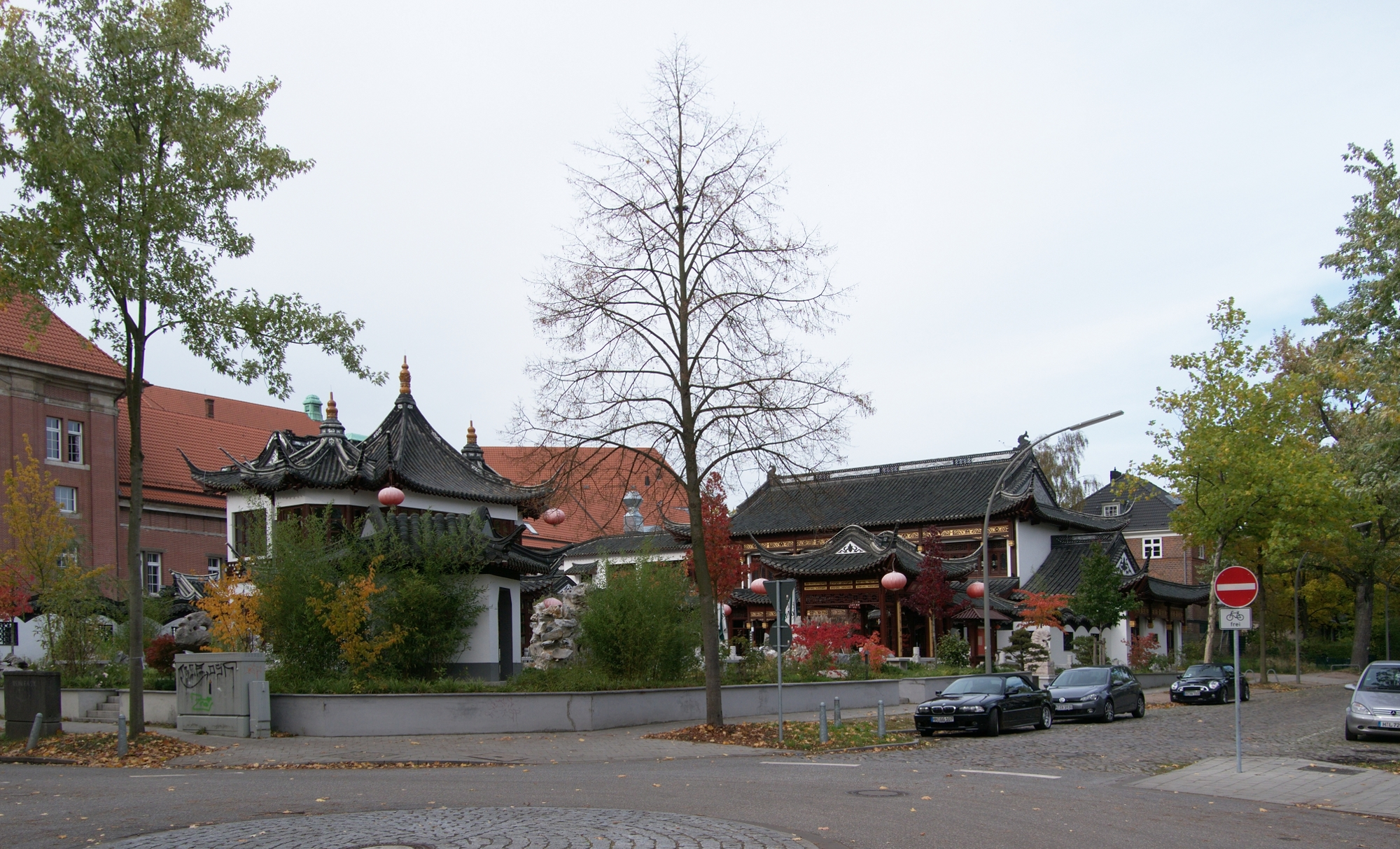
67 Yu Garden
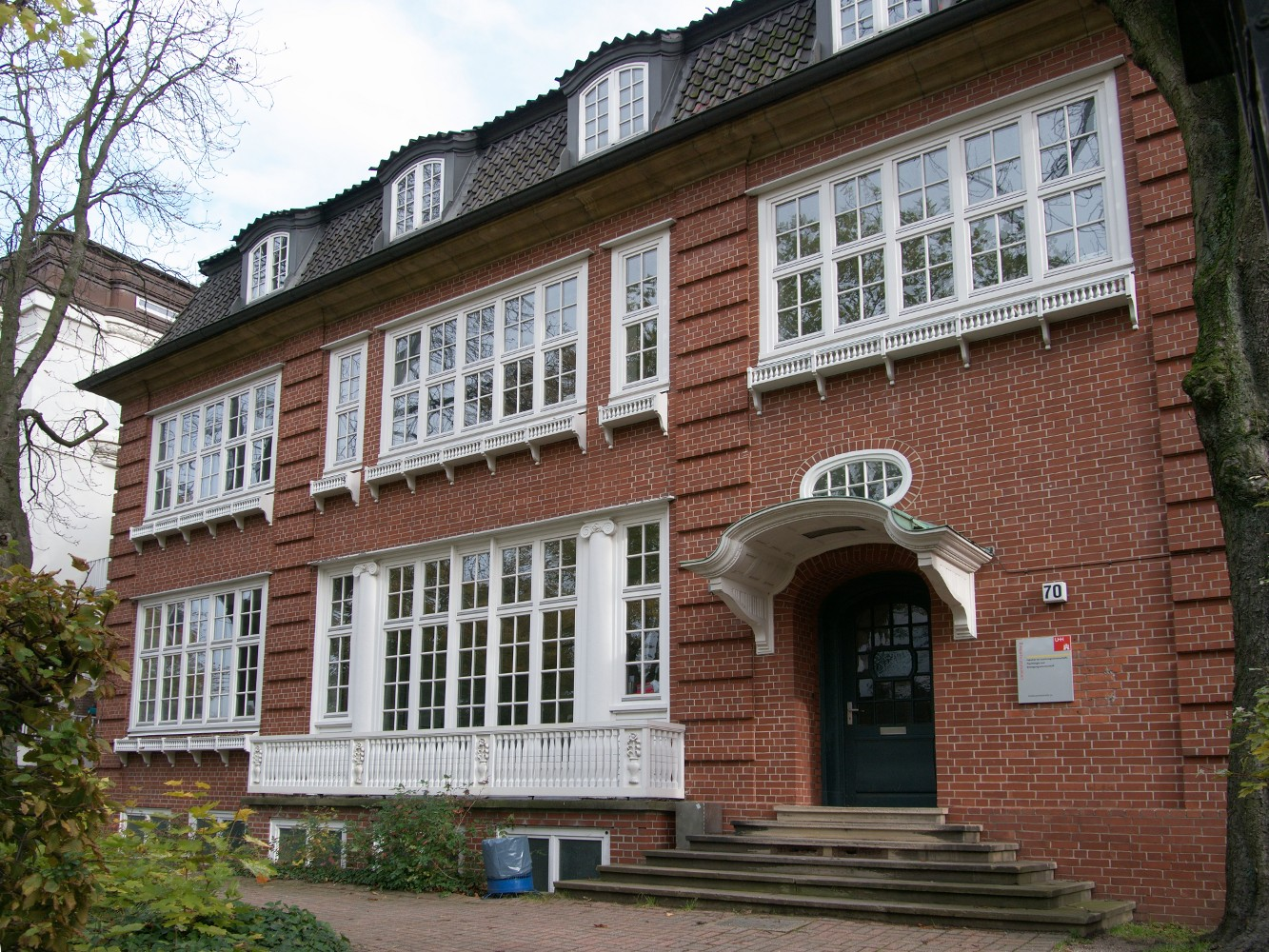
70 Villa Heilbuth